# Мърчево
За селото с подобно име в софийско вижте Мърчаево.
Мъ̀рчево (местно произношение: Мр̀ъчево, Мр̀ъчово) е село в Северозападна България. То се намира в община Бойчиновци, област Монтана.

## География
Селото е близо до река Огоста. Намира се на 17 километра от Монтана и 7 километра от Бойчиновци. Има жп гара по линията София-Видин.

## Обществени институции
От справка в Националния музей на образованието се установява, че училището е открито през учебната 1867/68 година. Тогава училището е направено от кирпич. Сградата се разрушава и училището се помещава в частни здания.
През 1921 година е построено ново училище, като през 1922 г. се открива прогимназия с I клас, а през 1923 г. и II клас. Пълно основно училище има 1924 до 1936, от която година училището се премества в с. Мало Мърчево, днешно с. Мърчево, поради заселване около гарата и изместване на селото. Училището в с. Големо Мърчево се закрива през 1956. В с. Мало Мърчево до 1939 година училището се помещава в частни сгради. През същата година първоначалното училище и прогимназията, се събират под един покрив в новопостроеното училище. То е базово – експериментално за обучение и внедряване на ново учебно съдържание от 1 до 4 клас.

## Редовни събития
Събор на селото всяка първа неделя на ноември